# Vattungsgrundet, Larsmo
Vattungsgrundet är en ö i Finland.   Den ligger i den ekonomiska regionen  Jakobstadsregionen  och landskapet Österbotten, i den centrala delen av landet, 400 km norr om huvudstaden Helsingfors.
Vattungsgrundet är ihopväxt med Krokören med en smal landtunga. Strax öster om Vattungsgrundet ligger Vattungarna som är hopväxt med Stora Grundören.